# Mycétome
 Mise en garde médicale
Un mycétome, aussi appelé pied de Madura, est une « pseudo-tumeur » inflammatoire localisée dans un tissu sous-cutané. Elle résulte d'une infection associant :
- un champignon, Madurella mycetomatis (en) (présent sous forme de grains fongiques, de couleur foncée, noirs, bruns ou rouges)
- Une bactérie.

Les grains visibles dans la tumeur sont composés de spores et de filaments mycéliens (et/ou de filaments actinomycosiques, produits par un actinomycète, de type bactérie filamenteuse). 

## Agent causal
Les mycétomes sont dus à des microorganismes saprophytes (décomposeurs normalement et couramment répandus sur et dans les sols), mais qu'on trouve aussi sur les épineux des climats semi-désertiques. 
Le pathogène pénètre l'organisme via des piqûres d'épines contaminées ou une plaie préexistante.

## Éco-épidémiologie

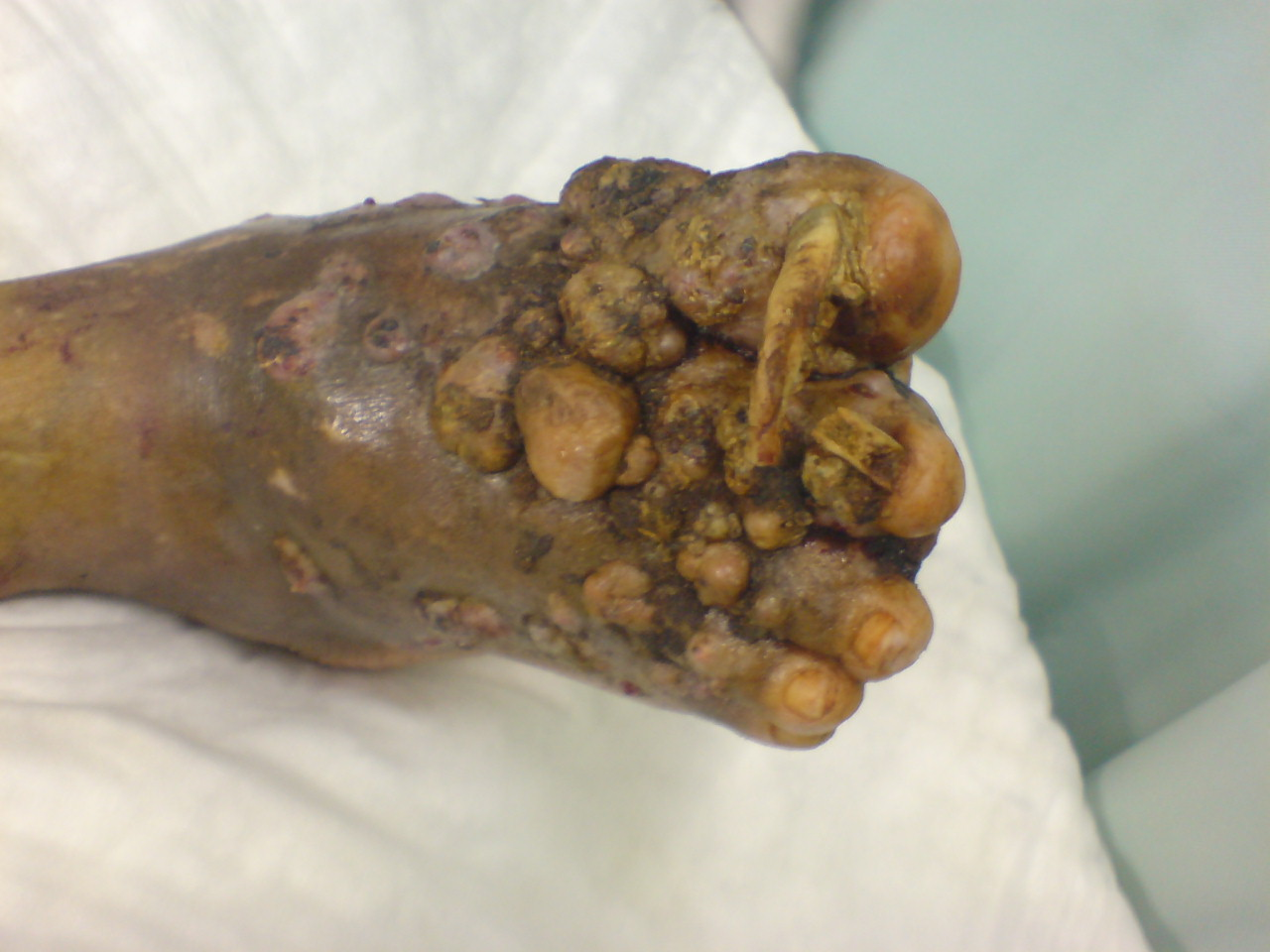
Pied de Madura.

Une infection presque endémique de la zone tropicale nord a été décrite par Mc Gill au XIXe siècle, aux environs de Madura, avec le symptôme du pied de Madura (mycétome fongique attaquant le pied et évoluant vers une tuméfaction indolore, avec des grains émis par des fistules de la peau). 
Des mycétomes actinomycosiques, communs en Amérique du Sud causent des tuméfactions sous-cutanées (inflammatoires et douloureuses) avec de nombreuses fistules et grains. 

## Physiopathologie
Une atteinte osseuse sous-jacente est fréquente, diagnostiquée par l'examen microscopique des grains et leur mise en culture. 

## Diagnostic différentiel
Le mycétome ne doit pas être confondu avec :
- un neurofibrome cutané,
- un myome,
- un dermatofibrosarcome.

## Traitements
Des médicaments traitent les mycétomes actinomycosiques. 
L'acte chirurgical reste le moyen le plus courant de remédier aux mycétomes fongiques. 

## Prophylaxie
La désinfection préventive des plaies et le port de chaussures (et de gants pour ceux qui travaillent dans les épineux) sont les moyens recommandés. 